# Kreka
Kreka, o Hereka (fl. VI secolo), è stata una moglie del sovrano unno Attila e madre del sovrano unno Ellac.

## Biografia
Kreka (o Hereka) nacque verso il V secolo dallo sciamano Eskam.
Divenne moglie del sovrano Unno Attila e successivamente ebbe un figlio con quest'ultimo: Ellac.
Di lei si conoscono poche informazioni.

## Citazioni nella letteratura

### Da parte di Prisco di Panion
Durante la sua permanenza alla corte di Attila, nel 448/449, Prisco di Panion, storico bizantino, scrisse: 
"Il giorno dopo arrivai al muro del recinto di Attila, portando regali per sua moglie [Kreka] ... Lei gli aveva portato tre figli, dei quali il maggiore Ellac governava gli Akateri [tribù che vivevano al nord del Mar Nero, a ovest della Crimea, dalla etnia indeterminata] e le altre regioni nelle parti della Scizia vicine al mare."
Poi Prisco di Panion descrive il composto:
"All'interno delle mura c'erano molti edifici, alcuni costruiti con legni di legno intagliati e montati con un occhio per lo stile, altri fatti di fasci puliti, raschiati a rettilineità e posti su tronchi che formavano cerchi. I cerchi, partendo da terra, si alzavano a un'altezza di giuste proporzioni. Qui abitava la moglie di Attila [Kreka]. Passai davanti ai barbari e la trovai su un morbido materasso. Il terreno era coperto da feltri di lana per camminare. Un numero di uomini servitori si radunò intorno a lei [Kreka] mentre delle servitrici si sedettero sul terreno di fronte a lei tingendo delle belle lenzuola che dovevano essere poste sopra i vestiti dei barbari come ornamento. Io mi sono avvicinato a lei [Kreka] e, dopo un saluto, le presentai i doni. Poi mi sono ritirato e ho camminato verso gli altri edifici dove Attila stava passando il suo tempo. Ho aspettato che Onegesio uscisse dal suo recinto ma si trovava già all'interno."
Negli ultimi giorni della sua permanenza alla corte di Attila, Prisco di Panion e Maximinus, funzionario bizantino anch'esso alla corte di Attila, furono "invitati da Kreka a cena a casa di Adames, l'uomo che sovrintendeva ai suoi affari, ci unimmo a lui insieme ad alcuni degli uomini principali della regione, e lì trovammo la cordialità. Ci ha salutato con parole rassicuranti e cibo preparato, ognuno dei presenti, con generosità scita, si è alzato e ci ha dato ognuno una tazza piena e poi, dopo aver abbracciato e baciato colui che stava bevendo, lo ha ricevuto indietro. alla nostra tenda e andò a dormire."

### In altre opere
Kreka appare anche come personaggio nella leggenda eroica germanica, dove, sotto il nome di Helche o Herka, è la moglie di Attila (Etzel / Atli) e una speciale confidente dell'eroe Dietrich von Bern nelle poesie alto-tedesche medie Dietrichs Flucht, Die Rabenschlacht e l'antico norvegese Þiðrekssaga.
È ritratta come se fosse appena morta ne La canzone dei Nibelunghi.
Nel poema dell'Edda poetica Guðrúnarkviða III, appare come concubina di Atli.

## Etimologia e sostantivi derivati da "Kreka"
Il nome Kreka è registrato in vari manoscritti di Prisco di Panion come Κρέκαν (Krekan), Χρέχα (Khreka), Ήρέχα (Hereka), Ήρέχαν (Herekan) e Ἤρέχαν (Erekan).Alcuni copisti hanno abbandonato la v o la desinenza -an.
Sulla base delle forme germaniche successive del nome (Herche, Helche, Hrekja ed Erka), Otto J. Maenchen-Helfen (1894-1969), storico e sinologo austriaco, sostiene che le forme che iniziano con eta piuttosto che kappa sono originali e argomenta a favore dell'etimologia di Willy Bang-Kaup, che le fa derivare dal turco * arï (y) -qan (la pura principessa), (i Caracalpachi chiamano Aruvkhan (aruv, "puro")).
Pavel Poucha (1905-1986), orientalista ceco, ha derivato Kreka o Hreka dalla denominazione mongola gergei (moglie), derivazione sostenuta anche dallo storico ucraino Omeljan Pricak (1919-2006).
È stato anche proposto che il nome possa essere gotico, significando "donna greca".

### Sostantivi derivati da "Kreka"
Un comune nome ungherese, Réka, ha origine da "Kreka".